# シュクオル
シュクオル（ドイツ語: Scuol）は、スイスのグラウビュンデン州イン郡にある基礎自治体（ゲマインデ）。ロマンシュ語が公用語になっている。
2015年1月1日にアルデツ (Ardez) 、グアーダ (Guarda) 、タラシュプ (Tarasp) 、フタン (Ftan) 、シェント (Sent) の各ゲマインデと合併した。

## 地名
正式名称は20世紀中に幾度か変遷をとげた。まず1943年にシュルス (Schuls) からバット・シュクオル/シュルス (Bad Scuol/Schuls) に改められ、1970年にバット・シュクオル (Bad Scuol) のみとなった。1999年には「バット」が抜けて、現在の名称になった。

## 歴史

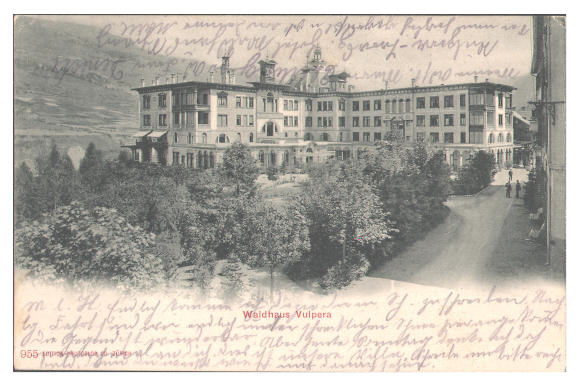
ホテル・ヴァルトハウス・フルペラ

1095年にSchullesとして初めて記録上に登場する。
タラシュプとの境に1897年6月8日、新ルネッサンス様式のホテル・ヴァルトハウス・フルペラが開業した。ズグラッフィートの要素をそなえたこのホテルは、ヨーロッパのベル・エポックを代表する建築物であった。

## 地理

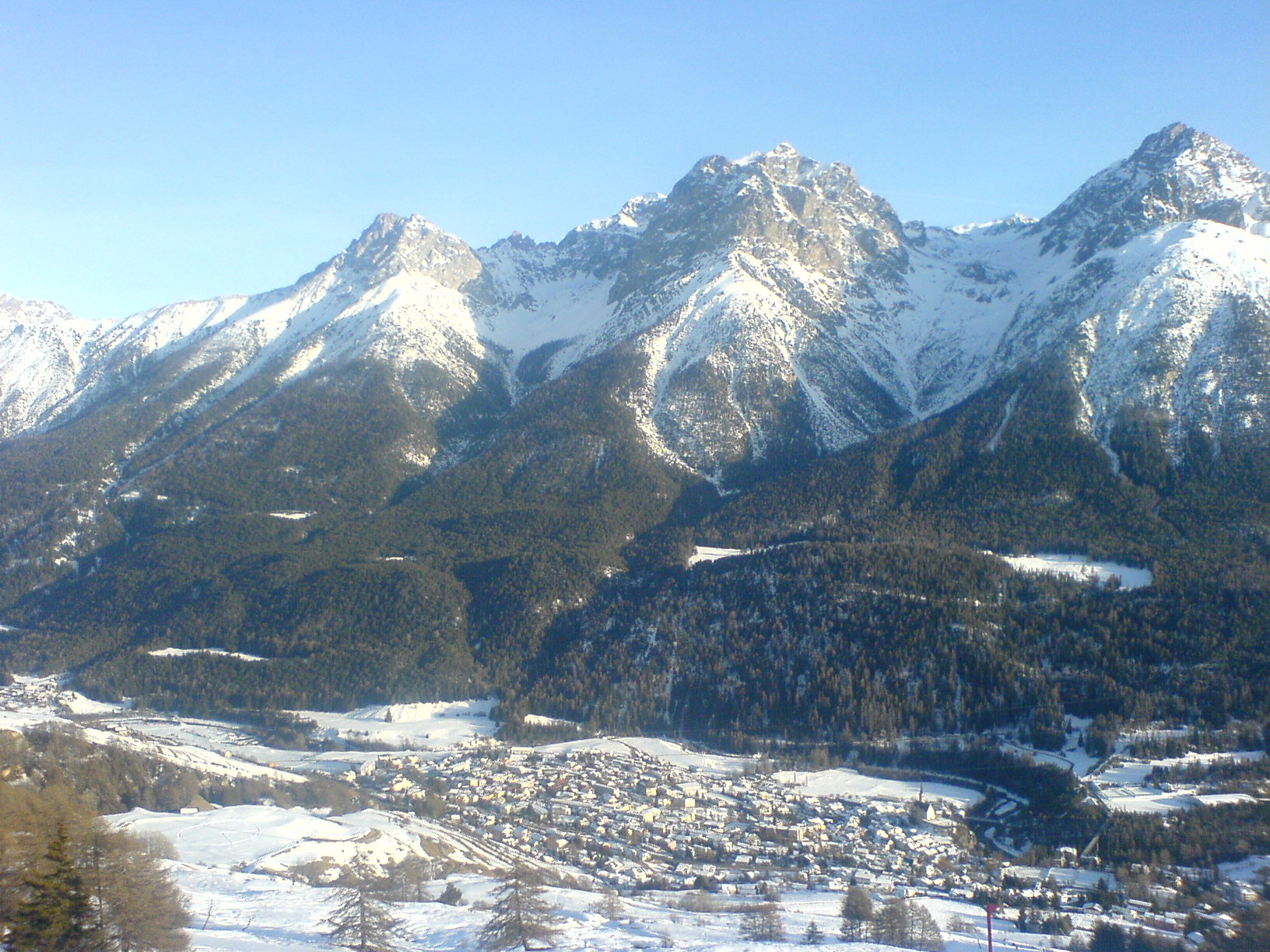
村の背後のV字谷

2006年の総面積は144.1平方キロで、28%が農業用地、25.7%が森林、1.1%が開拓地（人工物ないし道路）、45.2%が非生産地（河川、氷河、山岳）でしめられる。北部の標高2785mのピーツ・シャンパチ山の南斜面には「モッタ・ナルンス」スキー場がある。12本のリフト（ロープウェイ/チェアリフト/ドラッグリフト）を擁する、スイス・アルプス最大級のスキー場である。
シュクオルはイン郡ズオート・タスナ小郡に位置する同郡の中心地で、温泉街や保養地として知られる。下エンガディン地方における経済の中心でもある。最大の村落はイン川の左岸にある。

## 人口動態

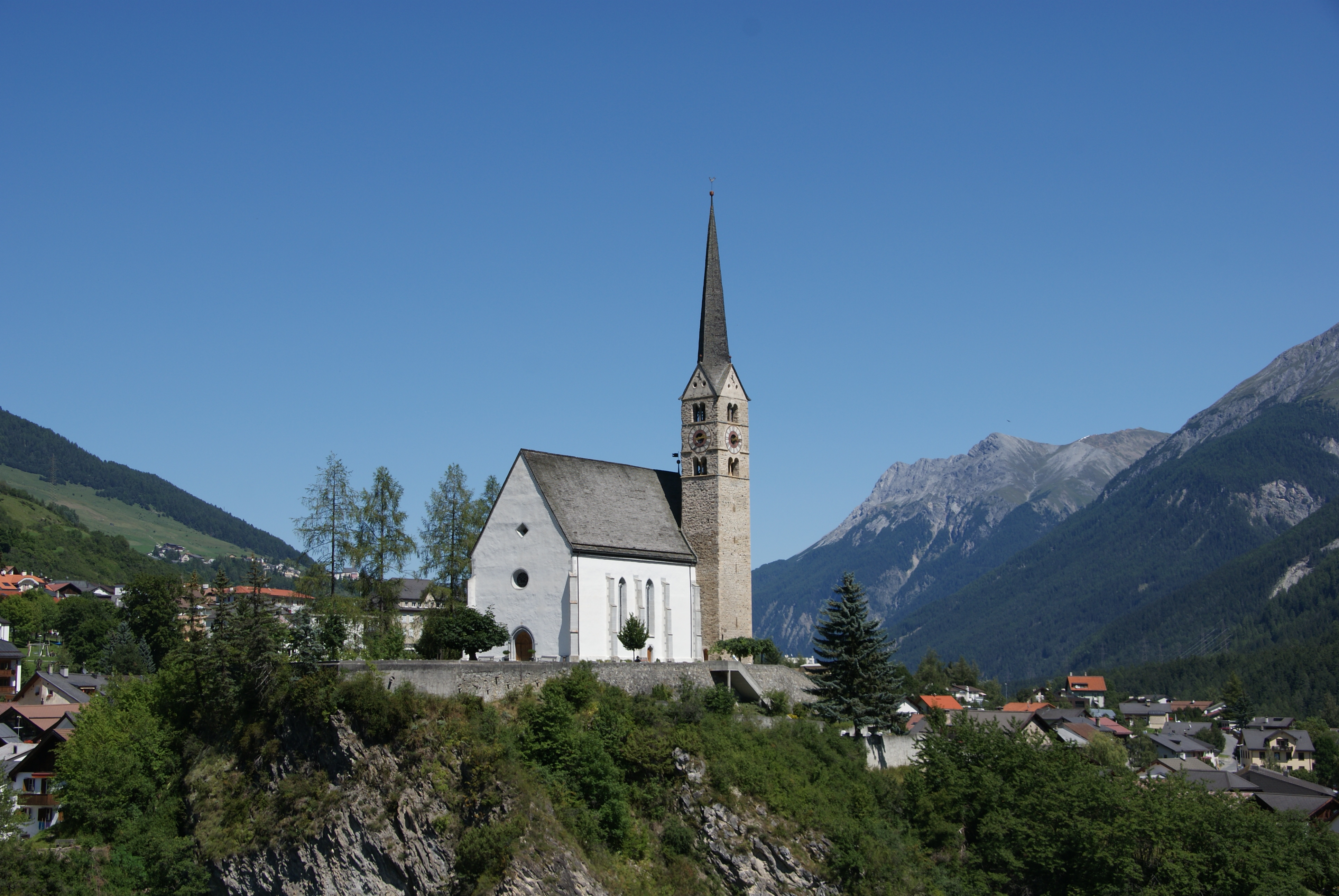
教会

総人口は2376人（2010年末）である。2008年の時点で、人口における外国籍の割合は23.6%であった。最近十年間における人口増加率は1.4%となっている。
男女比は男性が48.5%、女性が51.5%（2000年）。世代別住民構成は9歳以下が10.4%（220人）、10歳から14歳が5.0%（106人）、15歳から19歳が6.6%（139人）、20代が11.7%（248人）、30代が15.7%（334人）、40代が14.4%（306人）、50代が13.1%（278人）、60代が9.5%（201人）、70代が7.3%（154人）、80代が5.4%（80人）、90代が1.0%（21人）である。
直近の2007年の選挙で最も票を集めたのは国民党で、投票総数の54.4%が流れた。以下、社会民主党（21.2%）、自由民主党（15.6%）、キリスト教民主党（6.6%）の順に続いた。
25歳から64歳までの住民の約69.7%が高等教育を修了している。
失業率は2.35%で、2005年の時点では第一次産業の16事業所に44人が、第二次産業の32事業所に352人が、第三次産業の164事業所に1193人がそれぞれ勤めている。
人口の推移
| 年     | 人口   |
| ------ | ------ |
| 1835年 | 989人  |
| 1850年 | 912人  |
| 1900年 | 1117人 |
| 1950年 | 1384人 |
| 1960年 | 1429人 |
| 1970年 | 1686人 |
| 1980年 | 1744人 |
| 1990年 | 1889人 |
| 2000年 | 2122人 |

## 言語
2000年の調査では住民の49.4%がロマンシュ語（レト・ロマン語）を、39.2%がドイツ語を、3.9%がイタリア語をそれぞれ母語としている。
| シュクオルにおける言語状況 |                |                |                |                |                |                |
| 言語                       | 1980年国勢調査 | 1980年国勢調査 | 1990年国勢調査 | 1990年国勢調査 | 2000年国勢調査 | 2000年国勢調査 |
| 言語                       | 話者数         | 割合           | 話者数         | 割合           | 話者数         | 割合           |
| ドイツ語                   | 484            | 27.75 %        | 651            | 34.46 %        | 831            | 39.16 %        |
| ロマンシュ語               | 1130           | 64.79 %        | 1087           | 57.54 %        | 1049           | 49.43 %        |
| イタリア語                 | 76             | 4.36 %         | 77             | 4.08 %         | 82             | 3.86 %         |
| 総計                       | 1744           | 100 %          | 1889           | 100 %          | 2122           | 100 %          |

## 病院
村の下エンガディン病院 (Ospidal Engiadina Bassa) は2008年6月21日に開院100周年を迎えた。小さいながらも小児科、内科、循環器科、皮膚科、腫瘍科、婦人科、24時間の救急窓口、集中治療室 (ICU) 2床をそなえている。近くにスキー場があることから、整形外科にかかる者も多い。

## 名所
Baselgia refurmada と Chasa Wieland Nr. 29 、それに Kurhaus Bad Tarasp が国の重要文化遺産に登録されている。

## 気候
年間降水量は693ミリで、年平均97.8日の降水がある。もっとも気温の高い8月には平均11.3日に96ミリ降る。
| シュクオルの気候       | シュクオルの気候 | シュクオルの気候 | シュクオルの気候 | シュクオルの気候 | シュクオルの気候 | シュクオルの気候 | シュクオルの気候 | シュクオルの気候 | シュクオルの気候 | シュクオルの気候 | シュクオルの気候 | シュクオルの気候 | シュクオルの気候 |
| 月                     | 1月              | 2月              | 3月              | 4月              | 5月              | 6月              | 7月              | 8月              | 9月              | 10月             | 11月             | 12月             | 年               |
| ---------------------- | ---------------- | ---------------- | ---------------- | ---------------- | ---------------- | ---------------- | ---------------- | ---------------- | ---------------- | ---------------- | ---------------- | ---------------- | ---------------- |
| 平均最高気温 °C （°F） | −0.9 (30.4)      | 1.7 (35.1)       | 6.6 (43.9)       | 11 (52)          | 15.5 (59.9)      | 19.1 (66.4)      | 21.9 (71.4)      | 21.1 (70)        | 18.6 (65.5)      | 13.4 (56.1)      | 4.9 (40.8)       | −0.6 (30.9)      | 11 (52)          |
| 日平均気温 °C （°F）   | −5 (23)          | −3.3 (26.1)      | 0.4 (32.7)       | 4.4 (39.9)       | 8.8 (47.8)       | 11.9 (53.4)      | 14.2 (57.6)      | 13.5 (56.3)      | 10.9 (51.6)      | 6.2 (43.2)       | −0.1 (31.8)      | −4.3 (24.3)      | 4.8 (40.6)       |
| 平均最低気温 °C （°F） | −8.9 (16)        | −7.8 (18)        | −4.7 (23.5)      | −0.9 (30.4)      | 3.1 (37.6)       | 6 (43)           | 8 (46)           | 7.8 (46)         | 5.1 (41.2)       | 1.1 (34)         | −4 (25)          | −8.1 (17.4)      | −0.3 (31.5)      |
| 降水量 mm （inch）     | 38 (1.5)         | 37 (1.46)        | 36 (1.42)        | 39 (1.54)        | 73 (2.87)        | 75 (2.95)        | 87 (3.43)        | 96 (3.78)        | 64 (2.52)        | 51 (2.01)        | 57 (2.24)        | 41 (1.61)        | 693 (27.28)      |
| 平均降水日数           | 6.9              | 6                | 6.3              | 6.9              | 10.4             | 10.2             | 11.3             | 11.3             | 7.8              | 6.2              | 7.4              | 7.1              | 97.8             |
| 出典：MeteoSchweiz     |                  |                  |                  |                  |                  |                  |                  |                  |                  |                  |                  |                  |                  |